# Batailles de Saratoga
Guerre d'indépendance des États-Unis
Batailles
Les batailles de Saratoga (19 septembre et 7 octobre 1777) marquent le point culminant de la campagne de Saratoga, donnant une victoire décisive aux Américains sur les Britanniques dans la guerre d'indépendance des États-Unis. Le général britannique John Burgoyne conduit une importante armée d'invasion en amont de la vallée du lac Champlain depuis le Canada, espérant retrouver une force semblable venant de New York et marchant vers le nord ; cette force venant du sud n'arrivera jamais et Burgoyne se trouve encerclé par des forces américaines dans le nord de l'État de New York. Burgoyne livre deux batailles pour se sortir de cette situation. Elles ont lieu à dix-huit jours d'intervalle sur le même terrain, à une quinzaine de kilomètres au sud de Saratoga dans l'État de New York. L'issue de la première est incertaine, la seconde est perdue par les Britanniques. Piégé par des forces américaines supérieures, sans espoir de secours en vue, Burgoyne capitule avec la totalité de son armée le 17 octobre.
La campagne de Burgoyne visant à séparer la Nouvelle-Angleterre des colonies du sud avait bien débuté, mais fut ralentie à cause de problèmes logistiques. Il obtient une petite victoire tactique sur le général Horatio Gates et l'Armée continentale le 19 septembre lors de la bataille de Freeman's Farm au prix de lourdes pertes. Ses gains sont effacés lorsqu'il attaque de nouveau les Américains le 7 octobre dans la bataille de Bemis Heights et les Américains capturent une partie des défenses britanniques. Burgoyne est alors contraint de battre en retraite et son armée est encerclée par la force américaine plus nombreuse à Saratoga, l'obligeant à se rendre le 17 octobre. Les nouvelles de la reddition de Burgoyne ont contribué à faire entrer formellement la France en guerre en tant qu'alliée des Américains, même si elle avait précédemment fourni du matériel, des munitions et des armes, notamment le canon de Vallière, qui joua un rôle important à Saratoga. Cette bataille a également amené l'Espagne à rejoindre la France dans la guerre contre la Grande-Bretagne.
La première bataille, le 19 septembre, commence lorsque Burgoyne déplace certaines de ses troupes dans une tentative visant à flanquer les positions américaines établies sur Bemis Heights. Benedict Arnold, anticipant la manœuvre, place d'importantes forces sur sa route. Bien que Burgoyne ait réussi à prendre le contrôle de Freeman's Farm, cela se fit au prix de pertes importantes. Des escarmouches se poursuivent dans les jours suivant la bataille, pendant que Burgoyne attend dans l'espoir que des renforts arrivent de New York. Des forces de milice continuent d'arriver, grossissant les rangs de l'armée américaine. Des différends à l'intérieur du camp américain conduisent Gates à priver Arnold de son commandement.
Le général britannique Henry Clinton, venant de New York, tente de détourner l'attention des Américains en capturant deux forts dans les Hudson Highlands le 6 octobre, mais ses efforts sont trop tardifs pour être d'une aide quelconque à Burgoyne. Burgoyne lance de nouveau un assaut sur Bemis Heights le 7 octobre après qu'il est devenu clair qu'il ne recevra aucun soutien à temps. Après d'intenses combats, marqués par le courage d'Arnold ralliant les troupes américaines, les forces de Burgoyne sont renvoyées aux positions qu'elles occupaient avant la bataille du 19 septembre et les Américains capturent une partie des défenses britanniques.

## Contexte
Pour un article plus général, voir Campagne de Saratoga.
Après deux ans dans la guerre d'indépendance des États-Unis, les Britanniques ont changé leurs plans. Renonçant aux colonies rebelles de la Nouvelle-Angleterre, ils décident de diviser les Treize colonies et d'isoler la Nouvelle-Angleterre des colonies du centre et du sud que les Britanniques pensent être plus loyales. Le commandement britannique conçoit en 1777 un plan de grande envergure pour diviser les colonies via un mouvement en tenaille organisé selon trois directions différentes. La force venant de l'ouest, sous le commandement de Barry St. Leger, devait avancer depuis ce qui est aujourd'hui l'Ontario à travers l'ouest de la province de New York, suivant la rivière Mohawk, et celle venant du sud devait remonter la vallée de l'Hudson depuis New York. Celle venant du nord devait avancer depuis Montréal vers le sud et les trois forces devaient se rejoindre dans les environs d'Albany, coupant la Nouvelle-Angleterre des autres colonies.

### Situation britannique

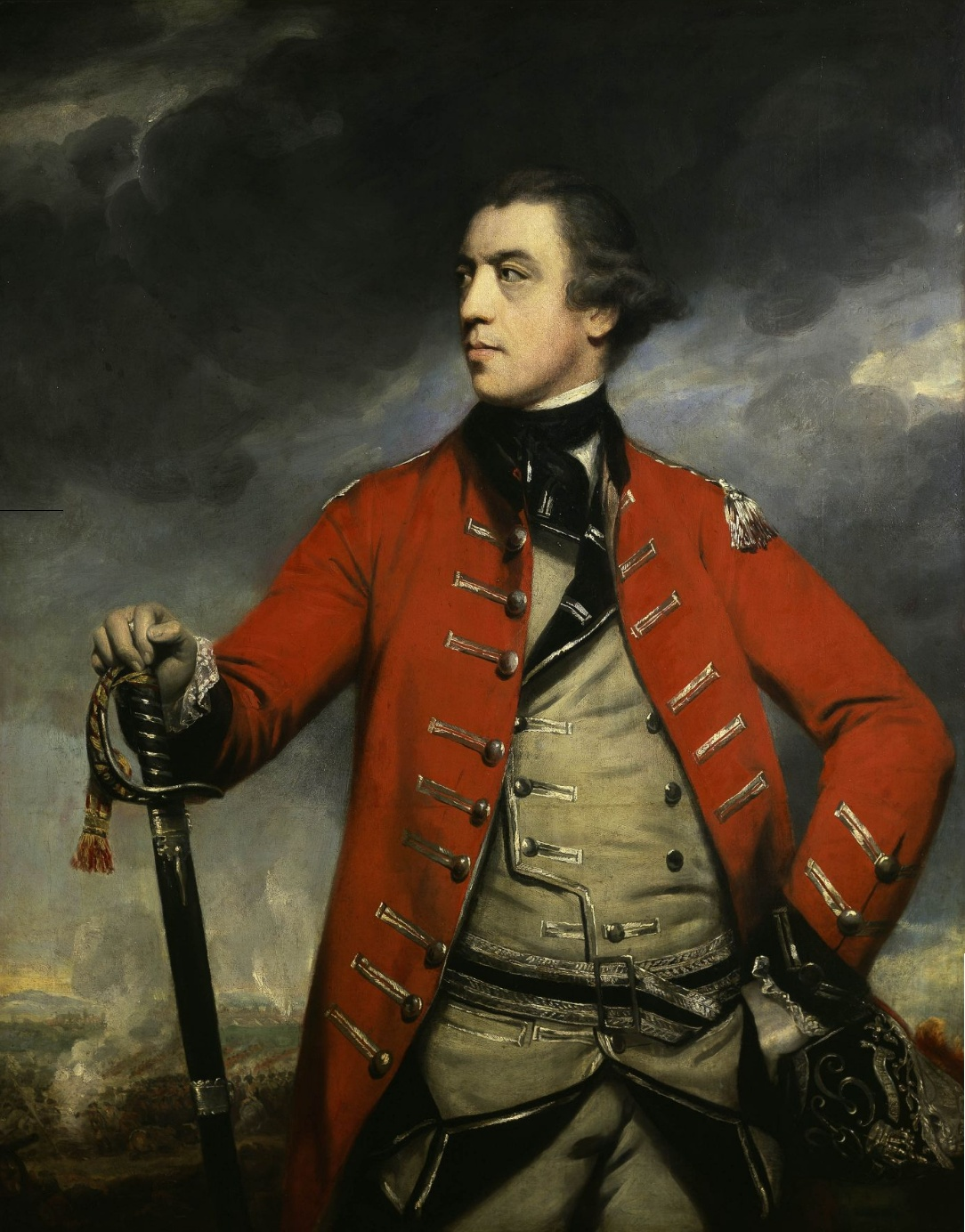
Le général John Burgoyne, portrait réalisé par Joshua Reynolds vers 1760.

En juin 1777, le général britannique John Burgoyne, connu sous le nom de Gentleman Johnny pour ses manières, se dirige vers le sud depuis la province de Québec pour prendre le contrôle de la haute vallée de l'Hudson. Après sa précédente capture de Fort Ticonderoga, sa campagne s'est enlisée dans les difficultés. Des éléments de l'armée ont rejoint le haut de l'Hudson dès la fin du mois de juillet mais des problèmes logistiques et des difficultés dans l'approvisionnement retardent l'armée principale à Fort Edward. Une tentative pour pallier ces difficultés échoue lorsque près de 1 000 hommes sont tués ou capturés à la bataille de Bennington le 16 août. En outre, Burgoyne reçoit des nouvelles le 28 août annonçant que l'expédition de St. Leger descendant la vallée de la Mohawk a fait demi-tour après l'échec du siège de Fort Stanwix.
Ajouté à cela les nouvelles annonçant que le général William Howe a quitté New York avec son armée pour mener une campagne visant à capturer Philadelphie au lieu de se rendre dans le nord pour rejoindre Burgoyne et le départ de la plupart de sa force de soutien amérindienne à la suite de la défaite à Bennington, la situation de Burgoyne devient difficile. Confronté à la nécessité de rejoindre des quartiers d'hiver défendables, ce qui nécessiterait de se retirer à Ticonderoga ou d'avancer jusqu'à Albany, il se décide pour cette dernière option. Consécutivement à cette décision, il prend deux autres décisions cruciales. Il décide de rompre délibérément les communications avec le Nord, de sorte qu'il n'a pas besoin de maintenir une chaîne d'avant-postes lourdement fortifiés entre sa position et Ticonderoga et il décide de traverser l'Hudson tant qu'il se trouve en position de force relative. Il ordonne pour cela à Friedrich Adolf Riedesel, qui commande l'arrière de l'armée, d'abandonner les avant-postes de Skenesboro au sud et fait ensuite traverser l'Hudson à l'armée juste au nord de Saratoga entre le 13 et le 15 septembre.

### Situation américaine

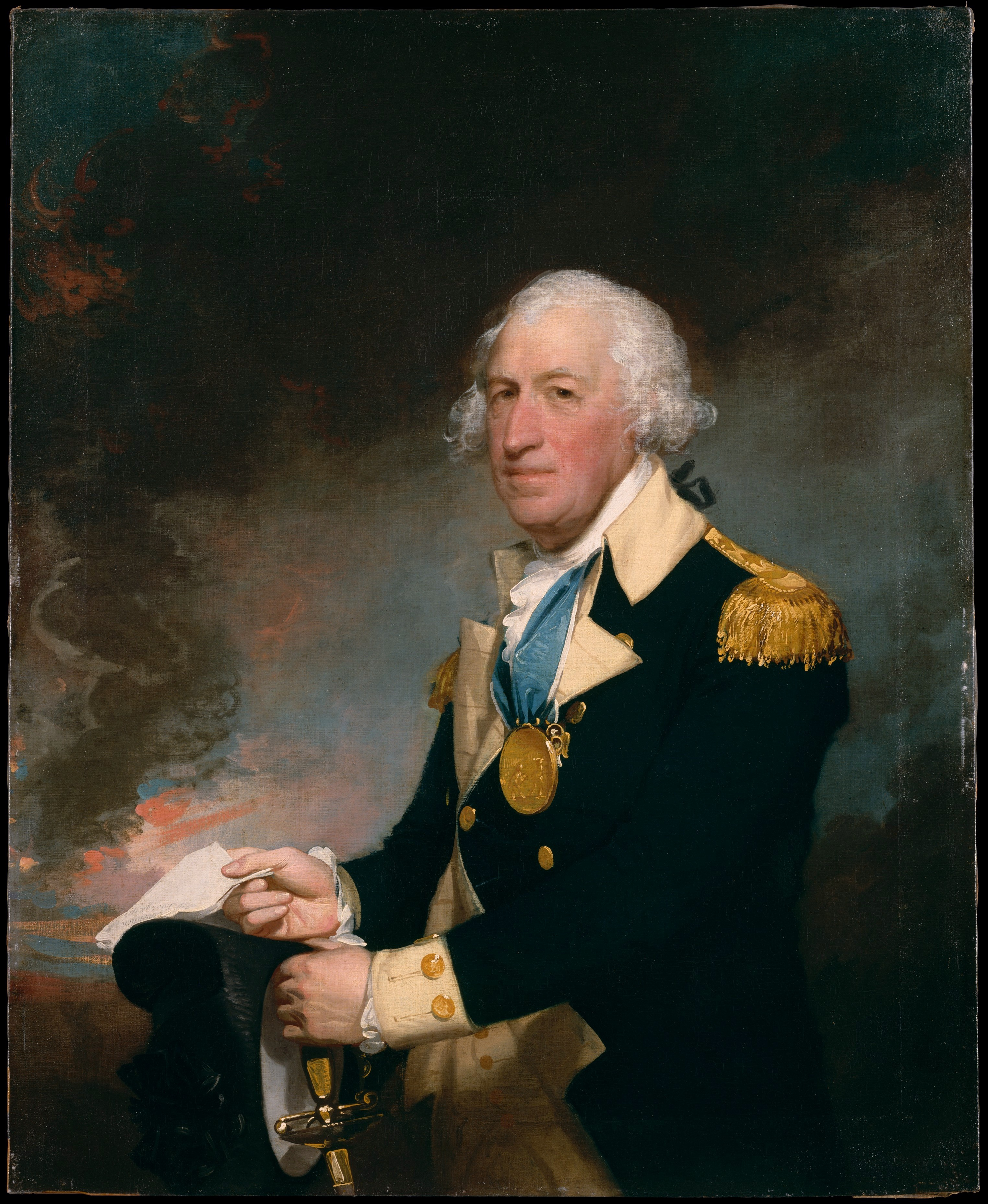
Le général Horatio Gates, portrait réalisé par Gilbert Stuart.

L'Armée continentale a opéré un lent et continu repli depuis la capture de Ticonderoga par Burgoyne plus tôt en juillet. À la mi-août, l'armée, alors sous le commandement du major-général Philip Schuyler, établit son campement au sud de Stillwater dans l'actuel État de New York. Le 19 août, le major-général Horatio Gates prend le commandement à la suite de Schuyler, dont les ambitions politiques ont été contrariées par la perte de Ticonderoga et la retraite qui s'ensuivit. Gates et Schuyler, qui viennent de milieux très différents, ne s'entendent pas très bien et se sont précédemment querellés sur des questions de commandement dans le Département nord de l'armée. Gates devient le bénéficiaire d'une armée qui ne cesse de s'agrandir, résultat de la montée de la participation dans la milice après l'appel des gouverneurs d'État, le succès à Bennington et l'indignation générale face au meurtre de Jane McCrea, fiancée d'un loyaliste de l'armée de Burgoyne, par des Amérindiens servant sous le commandement de Burgoyne.
Les décisions stratégiques du commandant-en-chef américain, le général George Washington, ont également amélioré la situation de l'armée de Gates. Washington se préoccupe particulièrement des mouvements du général Howe et de ce qui pourrait être son objectif. Conscient que Burgoyne est également en train de se mouvoir, il prend quelques risques en juillet et envoie de l'aide dans le nord sous les ordres du major-général Benedict Arnold, son commandant de terrain le plus agressif, et le major-général Benjamin Lincoln, un homme du Massachusetts connu pour son influence sur la milice de Nouvelle-Angleterre. En août, avant qu'il ne soit certain que Howe fasse effectivement route vers le sud, il ordonne à 750 hommes provenant des forces d'Israel Putnam qui défendent les régions montagneuses de New York de rejoindre l'armée de Gates et envoie également quelques-unes des meilleures forces de sa propre armée : le colonel Daniel Morgan et le Provisional Rifle Corps nouvellement créé qui se compose d'environ 500 fusiliers spécialement sélectionnés venant de Pennsylvanie, du Maryland et de Virginie, choisis pour leur habileté au tir. Cette unité deviendra connue sous le nom de « Fusiliers de Morgan (en) ».

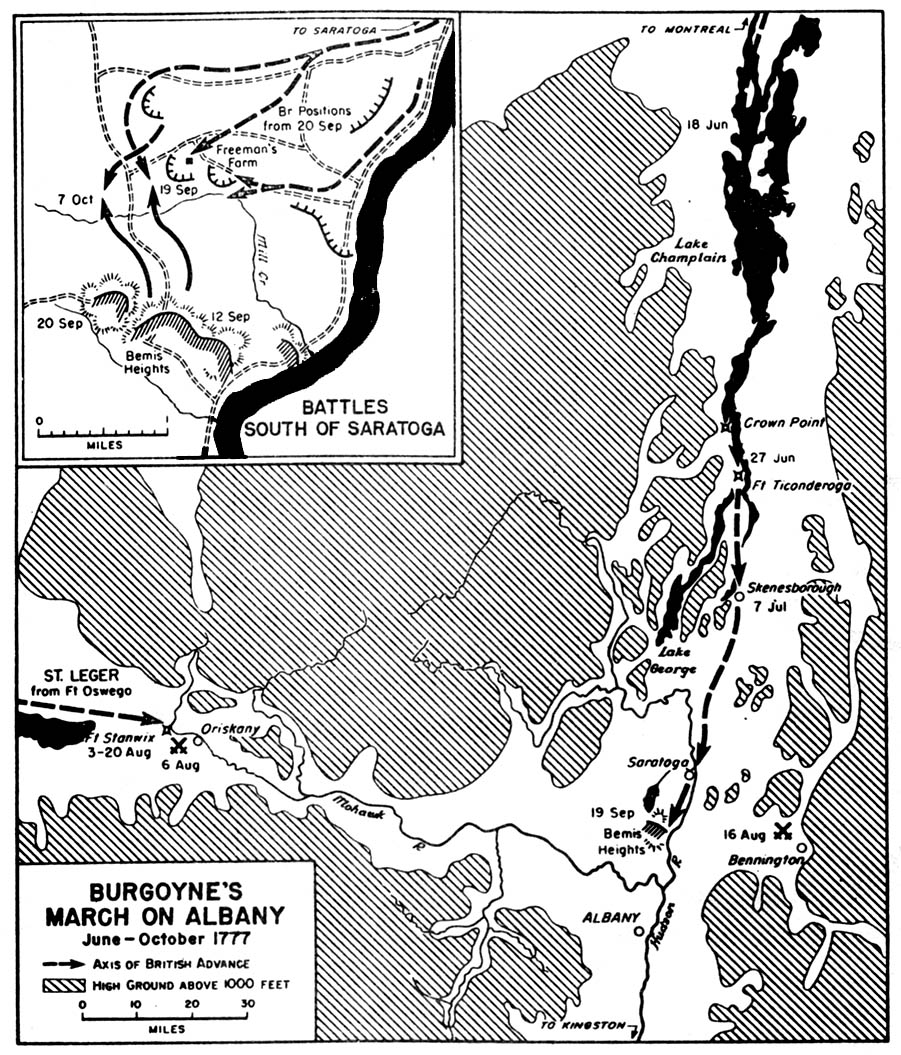
Carte montrant les mouvements des deux armées dans la campagne de Saratoga et schéma des batailles de Saratoga en encart.

Le 7 septembre, Gates ordonne à son armée de partir au nord. Un endroit connu sous le nom de Bemis Heights, juste au nord de Stillwater et à environ 16 km au sud de Saratoga, est choisi pour son potentiel défensif et l'armée passe environ une semaine à construire des ouvrages défensifs conçus par l'ingénieur polonais Tadeusz Kościuszko. Les hauteurs offrent une vue générale du secteur et contrôlent la seule route menant à Albany, où elle passe à travers un défilé entre les hauteurs et l'Hudson. À l'ouest de ces hauteurs se trouve d'autres escarpements fortement boisés qui représentent un défi de taille à n'importe quelle armée lourdement équipée.

## Première bataille de Saratoga: Freeman's Farm (19 septembre)

### Prélude
Avançant prudemment, depuis que le départ de sa force de soutien amérindienne l'a privé de comptes rendus fiables sur les positions américaines, Burgoyne avance vers le sud après avoir traversé l'Hudson. Le 18 septembre, l'avant-garde de son armée a atteint un emplacement situé juste au nord de Saratoga, à environ 6 km de la ligne de défense américaine, et des escarmouches se produisent entre des groupes de reconnaissance américains et les éléments avancés de son armée.
Le camp américain est devenu un foyer d'intrigues depuis le retour d'Arnold de Fort Stanwix. Alors que Gates et lui étaient précédemment en raisonnablement bons termes en dépit de leurs ego irritables, Arnold parvient à retourner Gates contre lui en prenant comme officiers d'état-major des hommes favorables à Schuyler, l'entraînant dans la querelle en cours entre les deux hommes. Ce climat tendu n'a pas encore explosé au 19 septembre, mais les événements de la journée vont contribuer à accentuer les tensions. Gates a assigné l'aile gauche des défenses à Arnold et assume lui-même le commandement de l'aile droite, qui est nominalement assignée au général Lincoln, que Gates a détaché en août avec quelques troupes pour harceler les positions britanniques derrière l'armée de Burgoyne.
Burgoyne et Arnold comprennent tous deux l'importance de l'aile gauche américaine, et le besoin de contrôler les hauteurs à cet endroit. Après que le brouillard matinal s'est levé vers 10 heures, Burgoyne ordonne à son armée d'avancer en trois colonnes. Le baron Riedesel mène la colonne de gauche, composée de troupes allemandes et le 47e régiment à pied, sur la route longeant le fleuve, amenant l'artillerie principale et protégeant les provisions et les bateaux sur le fleuve. Le général James Inglis Hamilton commande la colonne du centre, composée des 9e, 20e, 21e et 62e régiments qui attaqueront les hauteurs et le général Simon Fraser mène l'aile droite avec le 24e régiment à pied et l'infanterie légère et des compagnies de grenadiers pour contourner le flanc gauche des Américains en gagnant les hauteurs fortement boisées au nord et à l'ouest de Bemis Heights.
Arnold réalise aussi qu'une telle manœuvre de flanquement est probable et demande à Gates la permission de déplacer ses forces des hauteurs pour faire face à ces mouvements potentiels, où l'habileté des Américains pour le combat en forêt pourrait leur donner l'avantage. Gates, dont la stratégie préférée est d'attendre l'attaque frontale prévue, autorise à contrecœur l’envoi d’une force de reconnaissance composée des hommes de Daniel Morgan et l'infanterie légère d'Henry Dearborn. Lorsque les hommes de Morgan atteignent un champ ouvert appartenant au loyaliste John Freeman au nord-ouest de Bemis Heights, ils repèrent des troupes britanniques avancées dans le champ. La colonne de Fraser est quelque peu retardée et n'a pas encore atteint le champ, tandis que la colonne d'Hamilton a également fait son chemin au travers d'un ravin et approche du terrain par l'est à travers une forêt dense et un terrain accidenté. La force de Riedesel, bien qu'elle soit sur la route, est retardée par des obstacles jetés en travers par les Américains. Le bruit des tirs à l'ouest incite Riedesel à envoyer une partie de son artillerie dans cette direction. Les troupes que les hommes de Morgan ont vues sont une compagnie avancée de la colonne d'Hamilton.

### Bataille
Morgan place des tireurs d'élite en des endroits stratégiques qui descendent pratiquement chaque officier de la compagnie avancée. Ils se mettent ensuite à charger, ignorant qu'ils se dirigent directement vers l'armée principale de Burgoyne. Bien qu'ils aient réussi à repousser la compagnie avancée, l'avant-garde de Fraser arrive juste à temps pour attaquer le flanc gauche de Morgan, dispersant ses hommes dans les bois. James Wilkinson, qui s’était dirigé en avant pour observer les échanges de tirs, retourne au campement américain pour appeler des renforts. Alors que la compagnie britannique se replie vers la colonne principale, l'avant-garde de cette colonne ouvre le feu, tuant un certain nombre de leurs propres hommes.

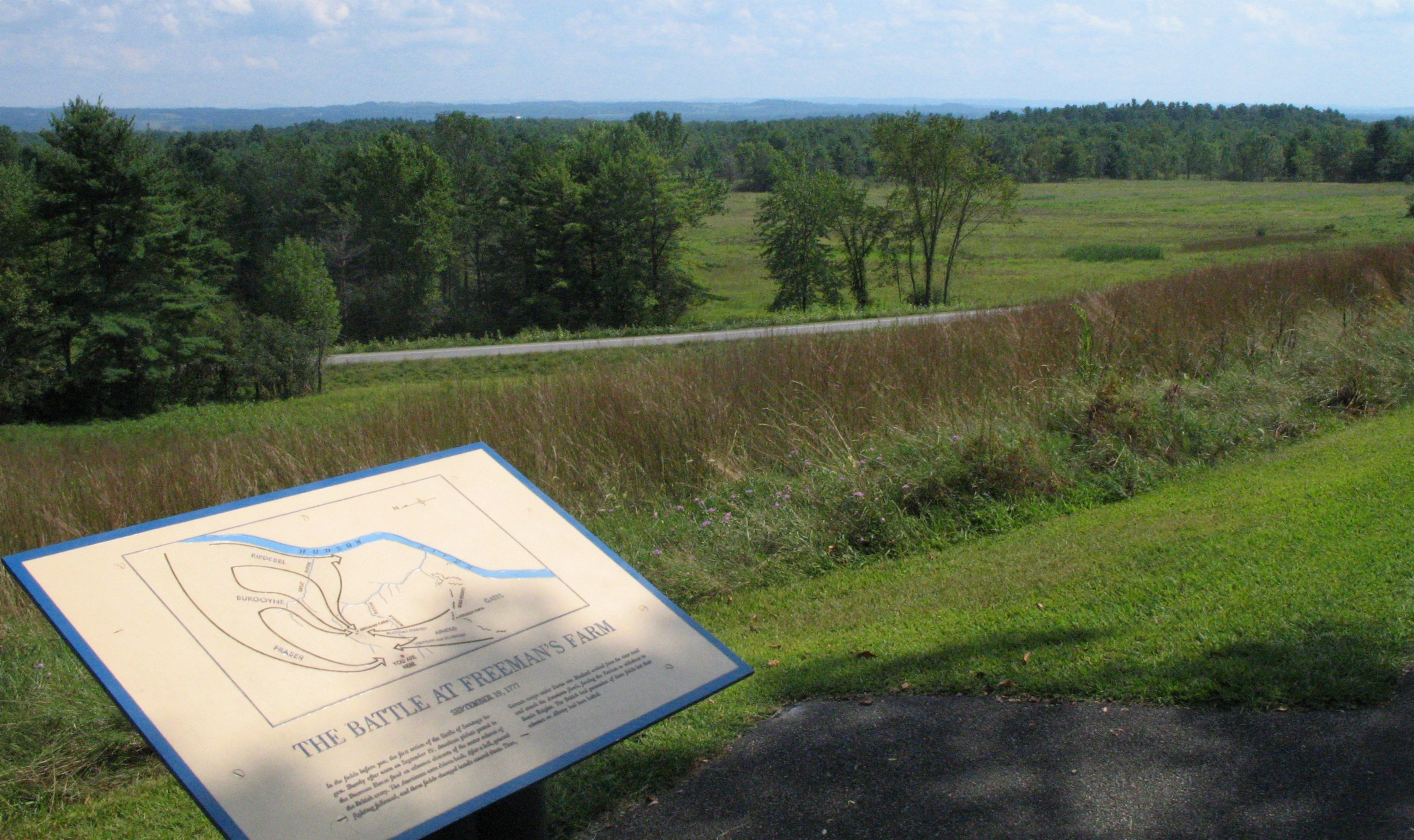
Vue actuelle du champ de bataille de Freeman's Farm.

Il y a ensuite une accalmie dans les combats vers 13 heures quand les hommes d'Hamilton commencent à se mettre en formation sur la partie nord du terrain, et des renforts américains commencent à arriver par le sud. Ayant appris que Morgan était en difficulté, Gates envoie deux régiments supplémentaires (les 1er (en) et 3e (en) régiments du New Hampshire) pour l'assister, avec d'autres régiments (les 2e (en) et 4e (en) régiments de New York, le 1er régiment canadien et la milice du Connecticut) de la brigade d'Enoch Poor (en) qui doivent suivre. Burgoyne déploie les hommes d'Hamilton avec le 21e sur la droite, le 20e sur la gauche et le 62e au centre, avec le 9e gardé en réserve.
La bataille passe ensuite par des phases alternant entre intenses combats et périodes de calme. Les hommes de Morgan se sont regroupés dans les bois et abattent officiers et artilleurs. Ils sont si efficaces à réduire ces derniers que les Américains prennent à plusieurs reprises le contrôle des pièces d'artillerie de campagne des Britanniques, ne les perdant que lors de la charge britannique suivante. À un certain moment, on a pensé que Burgoyne lui-même avait été abattu par un tireur d'élite ; il s'agissait en fait de l'un des aides de Burgoyne, montant un cheval richement décoré, qui fut la victime. Le centre de la ligne britannique est pratiquement rompue en un point et seule l'intervention du général Phillips, conduisant le 20e, permet au 62e de se reformer.
Le coup final de la bataille revient aux Britanniques. Vers 15 heures, Riedesel envoie un messager à Burgoyne pour recevoir des instructions. Il revient deux heures plus tard avec l'ordre de garder le convoi transportant le matériel, mais aussi d'envoyer autant d'hommes qu'il peut en fournir en direction du flanc droit des Américains. Dans un risque calculé, Riedesel laisse 500 hommes pour garder le convoi de ravitaillement et se met en marche avec le reste de sa colonne en direction du champ de bataille. Deux de ses compagnies avancent rapidement et ouvrent un feu nourri sur le côté droit des Américains et la force de Fraser menace de contourner leur flanc gauche. En réponse à cette dernière menace, Arnold demande des forces additionnelles et Gates l'autorise à dépêcher la brigade d'Ebenezer Learned (les 2e, 8e et 9e régiments du Massachusetts). (Si Arnold avait été sur le terrain, ces forces auraient probablement cherché à faire face au danger plus important que représentait la force de Riedesel.) Heureusement pour l'aile droite américaine, l'obscurité s'installe, mettant un terme à la bataille. Les Américains se replient sur leurs défenses, laissant les Britanniques sur le terrain.
Burgoyne a pris possession du champ de bataille mais a subi près de 600 pertes. La plupart de celles-ci viennent de la colonne du centre d'Hamilton, où le 62e est réduit à la taille d'une seule compagnie, et les trois quarts des hommes d'artillerie ont été tués ou blessés. Les Américains déplorent quant à eux près de 300 hommes tués ou sérieusement blessés.

## Interlude
Le conseil de Burgoyne discute de l'opportunité d'attaquer ou non le jour suivant et la décision est prise de reporter toute nouvelle action d'au moins un jour, au 21 septembre. L'armée se déplace pour consolider sa position la plus proche de la ligne américaine tandis que quelques hommes ramassent leurs morts. L'attaque du 21 est annulée lorsque Burgoyne reçoit une lettre datée du 12 septembre provenant d'Henry Clinton qui est alors commandant de la garnison britannique stationnée à New York. Clinton indique qu'il peut « lancer une offensive sur [Fort] Montgomery dans environ dix jours. » (Fort Montgomery était un poste américain sur l'Hudson, dans les New York Highlands au sud de West Point.) Si Clinton a quitté New York le 22 septembre, « environ dix jours » après avoir écrit la lettre, il ne peut toujours pas espérer arriver dans les environs de Saratoga avant la fin du mois. Burgoyne, manquant d'hommes et de nourriture, se trouve toujours dans une situation très difficile, mais il décide d'attendre dans l'espoir que Clinton arrive pour secourir son armée. Burgoyne écrit à Clinton le 23 septembre, demandant de l'aide sous quelque forme que ce soit ou encore une diversion pour éloigner l'armée de Gates. Clinton quitte New York le 3 octobre et capture les forts Montgomery et Clinton le 6 octobre. Le point le plus au nord que ses hommes ont atteint est Clermont dans l'État de New York, où ils pillent le 16 octobre le domaine (en) de l'éminente famille Livingston acquise à la cause des Patriots.

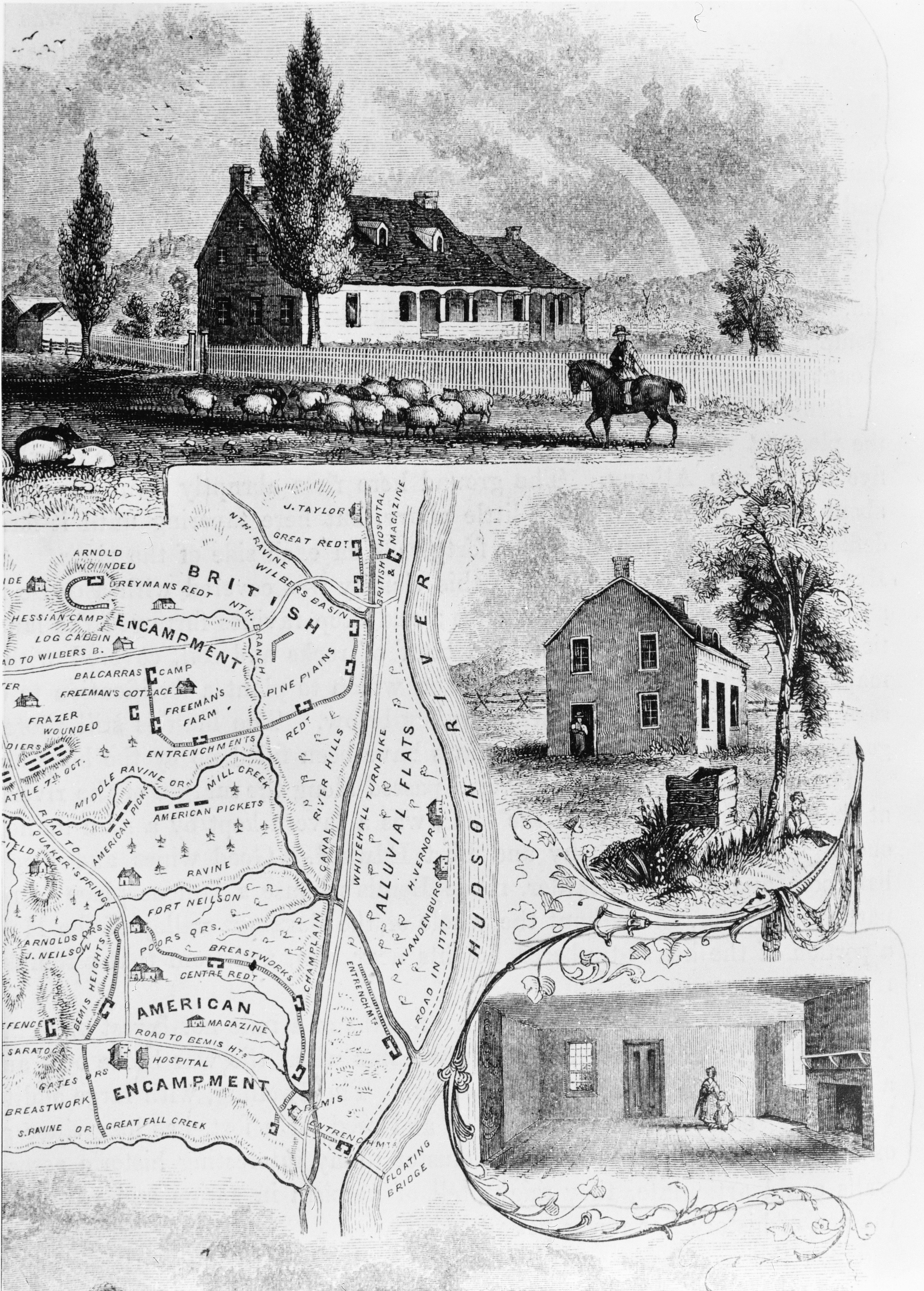
Plan du champ de bataille de Saratoga et vues du sud, de l'est et de l'intérieur de la maison de John Neilson qui servit de quartier général à Enoch Poor et Benedict Arnold.

Sans qu'aucun des deux camps à Saratoga ne soit au courant, le général Lincoln et le colonel John Brown ont monté une attaque contre la position britannique à Fort Ticonderoga. Lincoln a rassemblé 2 000 hommes à Bennington début septembre. Brown et un détachement de 500 hommes capturent les positions peu défendues entre Ticonderoga et le lac George et passent ensuite plusieurs jours à bombarder le fort sans obtenir d'effet notable. Ces hommes, et quelques prisonniers qu'ils ont libérés en chemin, sont de retour dans le camp américain au 29 septembre,.
Dans le camp américain, le ressentiment mutuel entre Horatio Gates et Benedict Arnold éclate finalement en hostilités ouvertes. Gates rapporte rapidement l'action du 19 septembre au Congrès et à George Clinton, gouverneur de New York, mais il ne fait aucunement mention d'Arnold. Les hommes et les commandants sur le terrain attribuent universellement leur succès à Arnold. Pratiquement toutes les troupes impliquées étaient sous le commandement d'Arnold et c'est lui qui dirigea la bataille tandis que Gates était resté assis dans sa tente. Arnold proteste et la dispute dégénère, une vive discussion s'engage et se termine avec Gates relevant Arnold de son commandement et le donnant à Benjamin Lincoln. Arnold demande à être transféré au commandement de Washington, ce que Gates lui accorde, mais au lieu de partir, il reste dans sa tente. Il n'y a pas de preuve documentaire pour une anecdote couramment racontée selon laquelle une pétition signée par les officiers de ligne aurait convaincu Arnold de rester dans le camp.
Durant cette période, les affrontements sont presque quotidiens entre les sentinelles et les patrouilles des deux armées. Les tireurs d'élite de Morgan, familiers avec la stratégie et les tactiques du combat en forêt, harassent constamment les patrouilles britanniques sur le flanc ouest.
Lorsque débute le mois d'octobre, il devient clair que Clinton n'est pas en train de venir en aide à Burgoyne, qui a rationné ses hommes à partir du 3 octobre. Le jour suivant, Burgoyne réunit un conseil de guerre au cours duquel plusieurs options sont débattues, mais aucune décision n'est prise. Lorsque le conseil reprend le lendemain, Riedesel propose de se retirer, ce en quoi il est soutenu par Fraser. Burgoyne refuse d'envisager cette option, insistant sur le fait qu'une retraite serait déshonorante. Ils s'accordent finalement pour conduire un assaut sur le flanc gauche des Américains avec deux milliers d'hommes, plus d'un tiers de l'armée, le 7 octobre. L'armée qu'il est en train d'attaquer a cependant pris de l'ampleur dans l'intervalle. En plus du retour du détachement de Lincoln, des miliciens et du matériel continuent d'affluer dans le camp américain, comprenant un apport crucial de munitions, dont les stocks ont sérieusement diminué durant la première bataille. L'armée à laquelle Burgoyne fait face le 7 octobre est forte de plus de 12 000 hommes et est menée par un homme qui sait dans quelles difficultés se trouve Burgoyne. Gates a reçu des renseignements concordants du flot de déserteurs quittant les lignes britanniques et a également intercepté la réponse de Clinton à l'aide demandée par Burgoyne.

## Seconde bataille de Saratoga: Bemis Heights (7 octobre)

### Incursion britannique

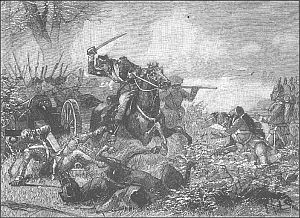
Benedict Arnold à la bataille de Bemis Heights.

Alors que l'effectif des troupes de Burgoyne était nominalement plus important, il n'a probablement le 7 octobre qu'environ 5 000 hommes valides et prêts à combattre, puisque les pertes subies lors des précédentes batailles de le campagne et les désertions qui ont suivi la bataille du 19 septembre ont réduit ses forces. Le général Riedesel suggère de faire se retirer l'armée. Burgoyne décide de reconnaître le flanc gauche américain pour voir si une attaque est possible. Comme escorte, les généraux prennent le Corps Avancé de Fraser, avec les troupes légères et le 24e régiment à pied sur la droite, les grenadiers britanniques combinés sur la gauche et une force constituée à partir de l'ensemble des régiments allemands de l'armée au centre. Il y a 8 canons britanniques sous le commandement du major Williams et 2 canons de Hesse-Hanau sous le commandement du capitaine Pausch. Quittant leur camp entre 10 et 11 heures, ils avancent d'environ un kilomètre vers Barber's Wheat Field, sur une élévation située au-dessus de Mill Brook où ils s'arrêtent pour observer les positions américaines. Bien que le terrain offre un espace convenable pour l'artillerie, les flancs sont dangereusement proches des bois environnants.
Après qu'Arnold se soit vu privé de son commandement sur le terrain, Gates assume le commandement de la gauche américaine et donne la droite au général Lincoln. Lorsque des éclaireurs américains apportent à Gates des nouvelles des mouvements de Burgoyne, il envoie les hommes de Morgan à l'extrême gauche, les hommes de Poor (les 1er, 2e et 3e régiments du New Hampshire sur la gauche ; les 2e et 4e régiments de New York) sur la droite et ceux de Learned (le 1er régiment de New York, le 1er régiment canadien, les 2e, 8e et 9e régiments du Massachusetts, plus des compagnies de miliciens) au centre. Une force de 1 200 miliciens de New York sous le commandement du brigadier-général Abraham Ten Broeck est gardée en réserve derrière la ligne de Learned. En tout, plus de 8 000 Américains gagnent le champ de bataille ce jour-là, dont environ 1 400 hommes sous le commandement de Lincoln qui sont déployés lorsque les combats deviennent particulièrement violents.

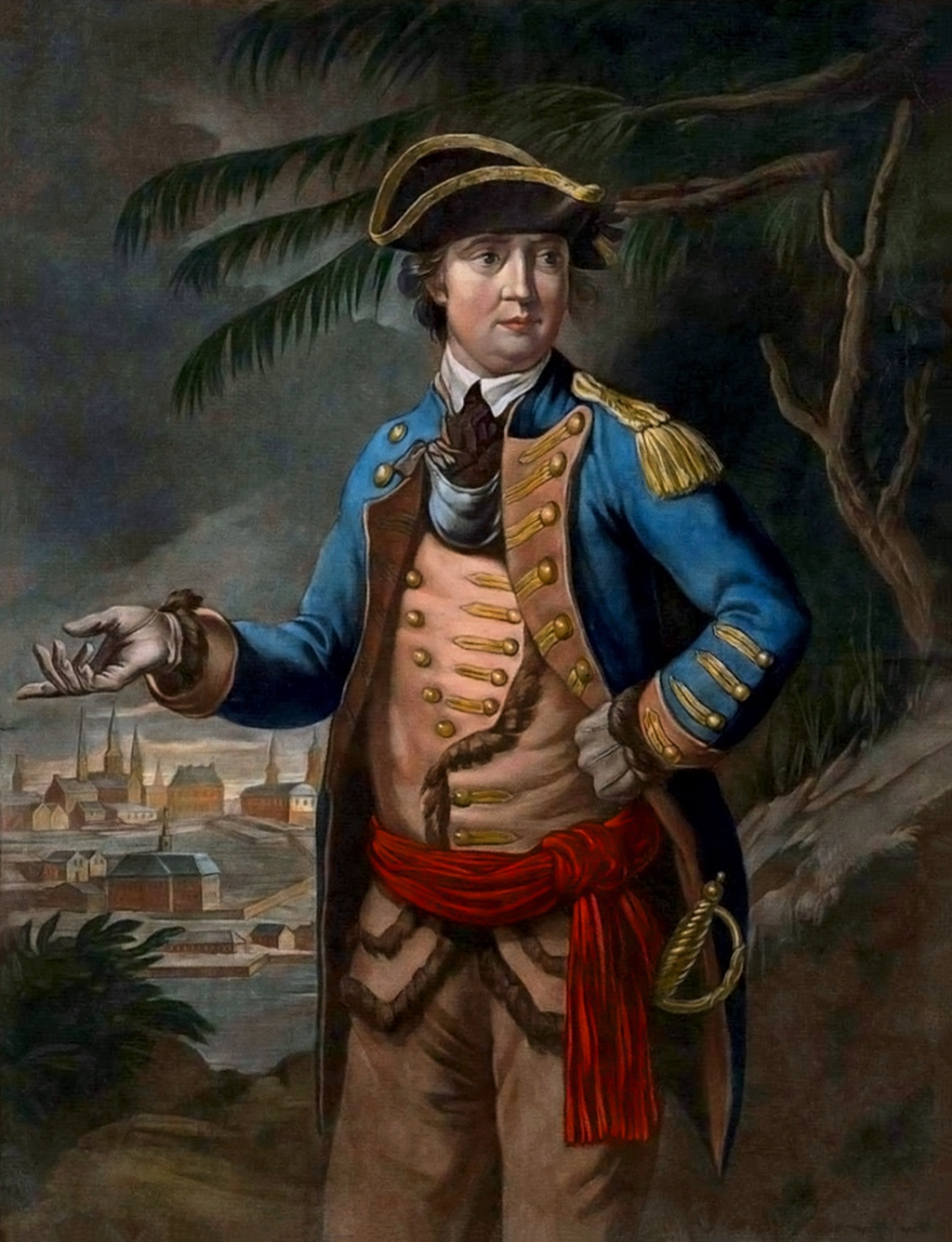
Représentation de Benedict Arnold,
mezzotinte en couleur par Thomas Hart.

L'ouverture du feu intervient entre 14 et 14 h 30, venant des grenadiers britanniques. Les hommes de Poor retiennent leur feu, et le terrain rend les tirs britanniques en grande partie inefficaces. Lorsque le major Acland mène les grenadiers britanniques dans une charge à la baïonnette, les Américains se mettent finalement à tirer à bout portant. Acland s'effondre, touché aux jambes, et de nombreux grenadiers tombent également. Leur colonne se retrouve alors en déroute totale et les hommes de Poor avancent pour faire prisonnier Acland et Williams et capturent leur artillerie. Sur la gauche des Américains, les choses ne se passent pas très bien non plus pour les Britanniques. Les hommes de Morgan délaissent les Canadiens et les Amérindiens pour engager le combat contre les réguliers de Fraser. Bien qu'en légère infériorité numérique, Morgan réussit à empêcher plusieurs tentatives des Britanniques de se déplacer vers l'ouest. Même si le général Fraser est mortellement blessé dans cette phase de la bataille, une histoire fréquemment citée prétendant qu'il s'agit de l'œuvre de Timothy Murphy, l'un des hommes de Morgan, semble être une invention du XIXe siècle. La mort de Fraser et l'arrivée de l'importante brigade de miliciens de Ten Broeck (qui égale à peu près en taille la totalité de la force de reconnaissance britannique), brise la détermination des Britanniques et ils entament une retraite désordonnée en direction de leurs retranchements. Burgoyne a également failli se faire tuer par l'un des tireurs de Morgan ; trois tirs atteignent son cheval, son chapeau et son gilet.
La première phase de la bataille dure environ une heure et coûte à Burgoyne près de 400 hommes, incluant la capture de la plupart des grenadiers et six des dix pièces d'artillerie apportées dans l'action.

### Attaque américaine
À cet instant, les Américains sont rejoints par un participant inattendu. Le général Arnold, qui « manifestait une grande agitation et une colère vive » dans le camp américain, et qui pourrait avoir bu, enfourche son cheval pour se joindre à l'action,. Gates envoie aussitôt le major Armstrong après lui avec l'ordre de revenir ; Armstrong ne parvient à rejoindre Arnold qu'une fois l'action terminée.
Les défenses sur le côté droit du campement britannique sont protégées par deux redoutes. La plus éloignée est défendue par environ 300 hommes sous le commandement du Hessois Heinrich von Breymann (en), tandis que l'autre est sous le commandement de Lord Lindsay, comte de Balcarres. Un petit contingent de Canadiens occupe le terrain entre ces deux fortifications. La plupart des troupes qui se retirent se dirigent vers la position de Balcarres, puisque celle de Breymann se trouve légèrement plus au nord et est plus éloignée des premiers combats.
Arnold mène la poursuite américaine et conduit ensuite les hommes de Poor dans une attaque sur la redoute de Balcarres. Balcarres a bien établi ses défenses et la redoute est tenue, après un combat si acharné que Burgoyne écrit par la suite, « Une persévérance plus résolue que ce dont ils ont fait preuve… n'est dans l'expérience d'aucun officier ». Voyant que l'avancée est stoppée et que Learned se prépare à attaquer la redoute de Breymann, Arnold prend cette direction, chevauchant imprudemment entre les lignes et en sortant remarquablement indemne. Il mène la charge des hommes de Learned dans l'espace séparant les redoutes, ce qui expose l'arrière de la position de Breymann, où les hommes de Morgan se sont rassemblés depuis l'autre côté. Après une bataille acharnée au cours de laquelle Breymann est tué, la redoute est prise. Le cheval d'Arnold est touché dans l'une des dernières volées et la jambe d'Arnold est brisée à la fois par le tir et par la chute du cheval. Le major Armstrong parvient finalement à rejoindre Arnold pour lui donner officiellement l'ordre de revenir au quartier général ; il est ramené dans une litière.
La capture de la redoute de Breymann expose le camp britannique mais l'obscurité s'installe. Une tentative menée par quelques Allemands pour reprendre la redoute se termine par leur capture comme l'obscurité est tombée et qu'un guide peu fiable les a conduits aux lignes américaines.

## Conséquences

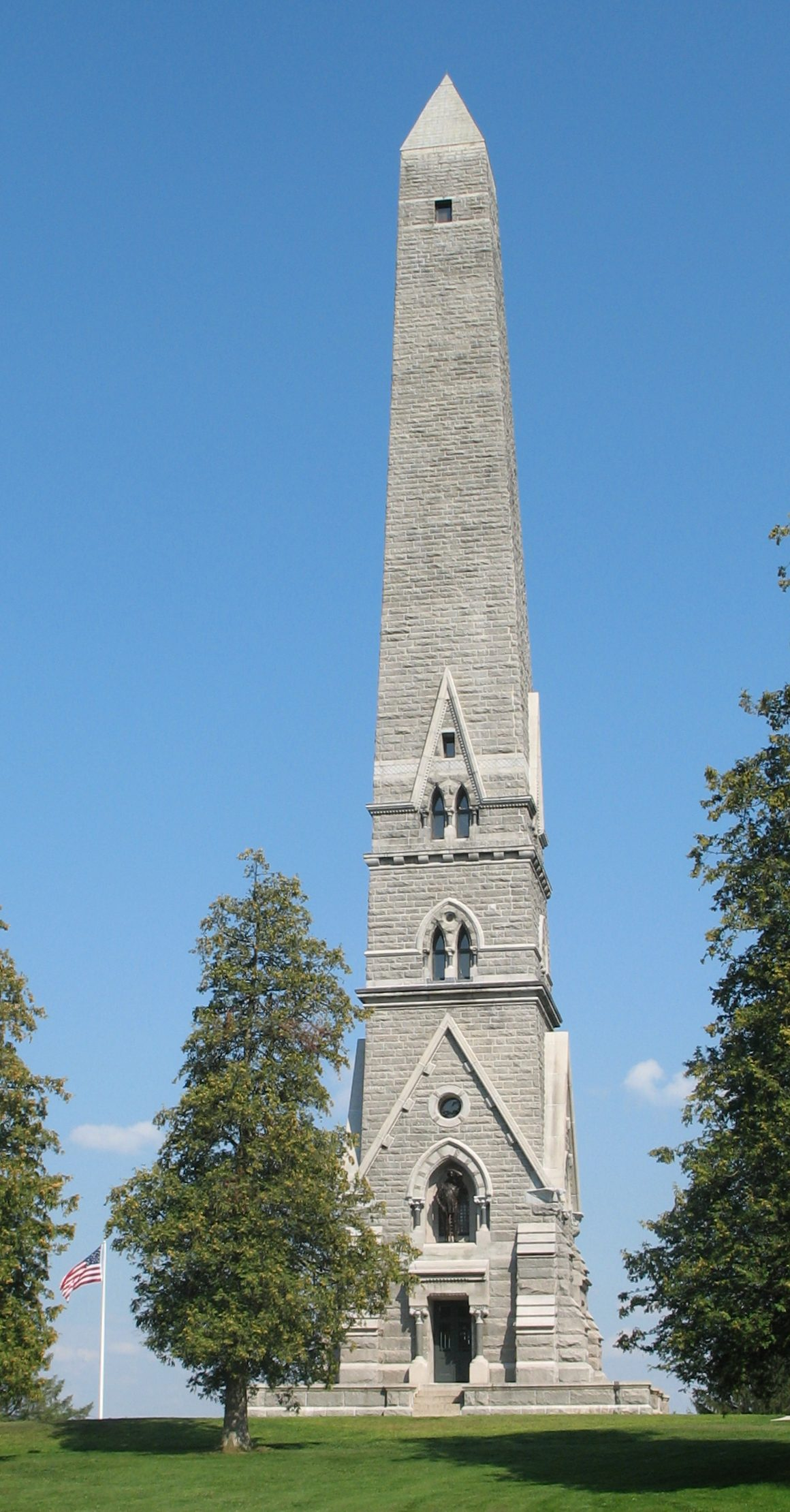
Tour commémorative de la bataille de Saratoga.

Les soldats de Burgoyne furent désarmés et autorisés à rentrer en Grande-Bretagne, à condition qu'ils ne s'engagent pas à nouveau dans le conflit. Le Congrès continental refusa de ratifier la convention passée entre Gates et Burgoyne. Quelques officiers britanniques et allemands furent échangés contre des prisonniers américains, mais la plupart restèrent internés dans des camps de Nouvelle-Angleterre, de Virginie et de Pennsylvanie, jusqu'à la fin de la guerre d'indépendance.